# Tentativa de assassinato de Lee Jae-myung
A tentativa de assassinato de Lee Jae-myung ocorreu em 2 de janeiro de 2024, quando o líder do Partido Democrático da Coreia do Sul, Lee Jae-myung, foi esfaqueado enquanto visitava o canteiro de obras de um aeroporto em Gadeokdo, Busan. Lee foi hospitalizado na Universidade Nacional de Pusan vinte minutos após o ataque e posteriormente transferido de helicóptero para o Hospital da Universidade Nacional de Seul em estado consciente. O suspeito foi preso no local e declarou que suas intenções eram assassinar Lee.

## Antecedentes
A violência política já ocorreu várias vezes antes na Coreia do Sul. Em 2006, a então líder do Grande Partido Nacional, Park Geun-hye, foi atacada com uma faca em um evento. Em 2015, o Embaixador dos Estados Unidos na Coreia do Sul, Mark W. Lippert, sobreviveu a um ataque de facada enquanto participava de um café da manhã em Seul. Em 2022, o então líder do Partido Democrata da Coreia, Song Young-gil, foi atacado com um martelo.
Na eleição presidencial sul-coreana de 2022, Lee perdeu por pouco para Yoon Suk-yeol.
Em 7 de maio de 2022, Lee declarou sua candidatura nas eleições suplementares sul-coreanas de junho de 2022, concorrendo ao assento vago do Distrito B de Incheon Gyeyang na Assembleia Nacional. Lee ganhou a cadeira nas eleições de 1 de junho de 2022. Posteriormente, foi eleito líder do Partido Democrático da Coreia em 28 de agosto.
No momento do ataque, Lee estava sendo processado por corrupção, acusações que ele negou e disse terem motivação política. O ataque ocorreu quase três meses antes das eleições legislativas de 2024.

## Ataque

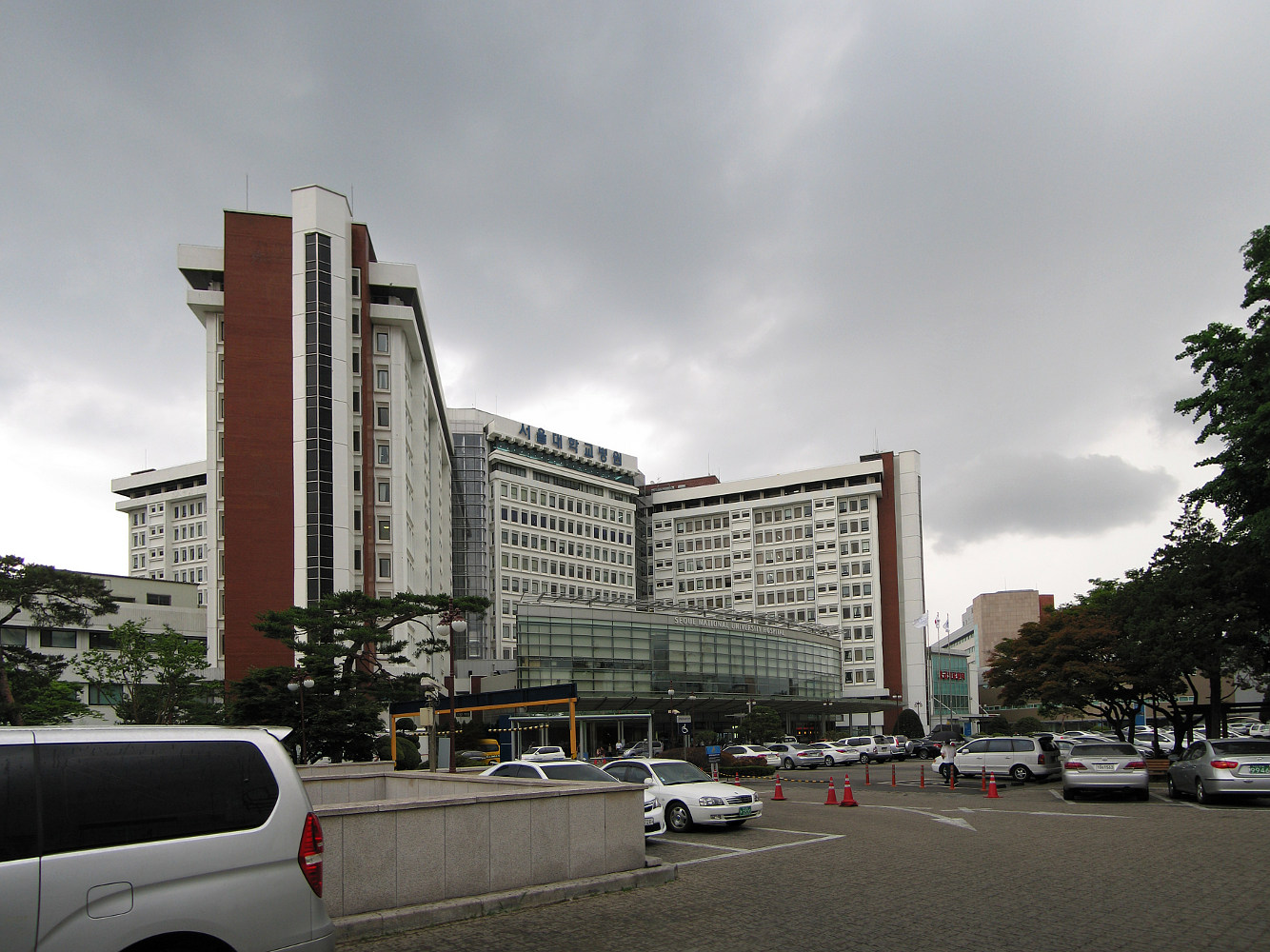
Hospital da Universidade Nacional de Seul para onde Lee foi transferido de Busan e passou por uma cirurgia

Em 2 de janeiro, Lee estava dando uma entrevista coletiva no Novo Aeroporto de Gadeoko. Às 10h27 KST, um indivíduo se aproximou de Lee e pediu um autógrafo antes de empalá-lo no lado esquerdo do pescoço. Os oficiais presentes imediatamente protegeram Lee, e um deles cobriu seu pescoço com um pano. A Agência de Notícias Yonhap informou que Lee estava sangrando, mas permaneceu consciente. Lee foi levado para uma ambulância às 10h47 e chegou ao centro regional de trauma do Hospital Universitário Nacional de Pusan às 11h16. Ele foi posteriormente transferido de helicóptero para o Hospital da Universidade Nacional de Seul em estado consciente.
De acordo com o The Chosun Ilbo, Lee sofreu uma "laceração de um centímetro no pescoço" com um pequeno sangramento. Funcionários da mídia do Hospital Universitário Nacional de Pusan disseram que Lee sofreu danos em sua veia jugular e estava preocupado com sangramento maciço adicional.
Lee foi submetido a uma cirurgia de emergência no Hospital da Universidade Nacional de Seul no final do dia. Autoridades do Partido Democrata disseram que a cirurgia "demorou mais do que o esperado" e as autoridades médicas estavam monitorando de perto seu progresso.
O evento foi gravado ao vivo com imagens de vídeo do ataque transmitidas em estações de transmissão sul-coreanas. Uma testemunha disse que mais de uma dúzia de policiais estavam presentes no momento do ataque.